# Crocidophora acutangulalis
Crocidophora acutangulalis is een vlinder van de familie van de grasmotten (Crambidae). De wetenschappelijke naam van deze soort is voor het eerst voorgesteld als Circobotys acutangulalis door Charles Swinhoe in een publicatie uit 1894.
De soort komt voor in India (Meghalaya).